# World Peace Prayer Society

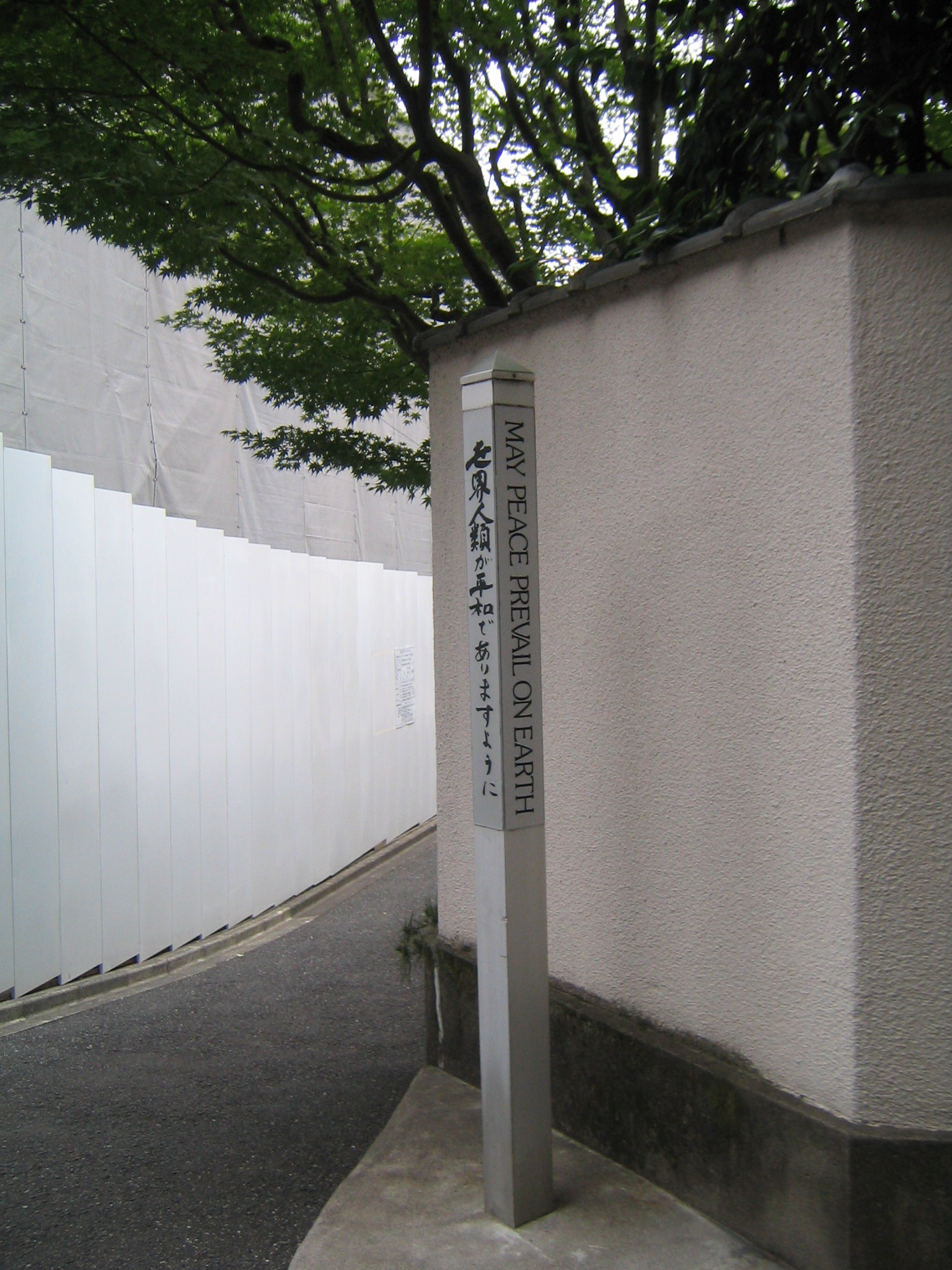
Ein von der WPPS aufgestellter Friedenspfahl in Shirokane, Minato, Tokio

Die World Peace Prayer Society (WPPS) ist eine religiös-philosophische Organisation, die sich auf den japanischen Lehrer und Dichter Masahisa Goi beruft. Sie ist bei der UNO als Nichtregierungsorganisation registriert.

## Geschichte
Die Gruppe wurde 1955 von Masahisa Goi gegründet. Laut eigener Aussage setzt sich die World Peace Prayer Society „für eine Welt, in der alle Kulturen, Bräuche, Religionen, ethnischen Gruppen und alle Lebensformen respektiert werden“, ein.
Die Adoptivtochter Gois, Masami Saionji, und ihr Mann Hiroo Saionji führen die Arbeit als Präsident bzw. Vorsitzende der Organisation weiter.

## Arbeit
In dem Büro in Fürstenfeldbruck kann jedermann u. a. Friedenspfähle bestellen, sich über die WPPS-Flaggenzeremonie, den Aufsatz- und Malwettbewerb informieren, Übersetzungen des Werkes „Möge Friede auf Erden sein“ in neunzig Sprachen anfordern und Flaggen aller UNO-Länder ausleihen. Das Büro vertreibt auch die deutschsprachigen Bücher von Masami Saionji.
Weltweit bekannt wurde die WPPS durch die Aufstellung von Friedenspfählen (engl. Peace Pole) an prominenten Orten weltweit. Der Pfahl trägt an den Seiten in verschiedenen Sprachen die Aufschrift „May Peace prevail on Earth“.

## Beziehung zum Bruno-Gröning-Freundeskreis
Die Psychogruppe Bruno-Gröning-Freundeskreis, ein Verein, der dem Wunderheiler Bruno Gröning huldigt, nutzte den UNO-Status der WPPS Anfang Juli 2013 zur Selbstdarstellung. Der Verein erklärte auf seiner Homepage, er erhalte eine „internationale Friedensauszeichnung bei den Vereinten Nationen - Die World Peace Prayer Society (WPPS) würdigt das über 30-jährige Engagement des Freundeskreises“.
Der Verein stiftete eine Friedenssäule und es gab eine kleine Zeremonie mit der Abgesandten der WPPS nahe dem UNO-Sitz in New York.